# Andreas Ritsch
Andreas "Andy" Ritsch (* 23. Juni 1961 in Chur) ist ein Schweizer Eishockeyspieler und -trainer.

## Karriere
Der in Arosa aufgewachsene, gelernte Elektromonteur Andy Ritsch durchlief die gesamte Juniorenkarriere beim EHC Arosa. Auf die Saison 1979/80 hin wurde er als Verteidiger in die erste Mannschaft berufen und errang mit dem Klub gleich seinen ersten Meistertitel. Diesen Erfolg konnte er 1982 wiederholen. Zudem wurde er mit dem EHC Arosa 1981 und 1984 Zweiter sowie 1985 Dritter der Schweizer Meisterschaft. Zusammen mit seinem Spielpartner Reto Sturzenegger gehörte zu den erfolgreichsten Schweizer Abwehrspielern jener Zeit.
Nach dem freiwilligen Abstieg des EHC Arosa 1986 in die 1. Liga wechselte Ritsch zum aufstrebenden HC Lugano, mit welchem er 1987 und 1988 erneut die Schweizer Meisterschaft gewann. Nach Differenzen mit dem Trainer John Slettvoll wechselte er mitten in der Saison 1989/90 zum EV Zug, nachdem ihm ein Vertrag mit dem SC Bern nicht erlaubt worden war. Von 1994 bis 1996 spielte er bei der Rapperswil-Jona Lakers, bevor er 1998 seine aktive Spielerkarriere beim EHC Chur in der Nationalliga B beendete.
In der Nationalmannschaft bestritt Andy Ritsch diverse Länderspiele. Unter anderem war er Stammspieler bei den Weltmeisterschaften 1987 und 1990 sowie an den Olympischen Spielen 1988 in Calgary, wo er in sechs Spielen ein Tor und einen Assist erzielte.
Seit der Beendigung seiner Spielerkarriere betätigt sich Andy Ritsch als Eishockeytrainer. Zu seinen diesbezüglichen Stationen gehörten unter anderem der EV Zug (Assistenztrainer), die Rapperswil-Jona Lakers (Assistenz- und Juniorentrainer), die Schweizer U20-Nationalmannschaft (Assistenztrainer) und der EHC Chur (Cheftrainer). Von 2008 bis März 2014 war Ritsch Cheftrainer bei seinem Stammverein EHC Arosa. Von April 2014 bis Ende 2017 war er Trainer des EHC Wetzikon. Seit 2018 ist er nun Trainer beim EC Wil (SG).